# Lipsothrix apicifusca
Lipsothrix apicifusca is een tweevleugelige uit de familie steltmuggen (Limoniidae). De soort komt voor in het Palearctisch gebied.